# Causeway Bay (métro de Hong Kong)
Pour le quartier, voir Causeway Bay.
Causeway Bay (en chinois : 銅鑼灣站, Cantonais IPA : /tʰəʊŋ11 lɔ11 wɑn55 tsɑm22/, Jyutping : tung4 lo4 waan1 zaam5, Pinyin Mandarin : Tóngluówān Zàn) est une station de la Island Line du MTR sur l'île de Hong Kong, Hong Kong.
Cette station dessert Causeway Bay et son quartier.